# Баннтха-Бракк
Баннтха-Бракк, Байнта-Брак, или О́гре (Baintha Brakk, The Ogre — англ. Людоед; урду بائنتھا براک) (7285 м) — остроконечная, сильно изрезанная вершина с причудливым рельефом. Наивысшая вершина хребта Панмах-Музтаг, в Каракоруме. 87-я по высоте в мире. Известна как одна из труднейших вершин мира: между первым удачным восхождением в 1977 году и последующим в 2001 прошло 24 года.

## Расположение
Огре расположена в северной части ледника Биафо, одного из больших ледников центрального Каракорума. Находится в 75 км к северу от Скарду, главного города региона, и в 30 км от дороги в Асколе.

## Особенности
Баннтха-Бракк является исключительной вершиной с её сочетанием абсолютной высоты, возвышением над окружающей местностью и значительной крутизной. Это комплекс гранитных башен, более крутых и изрезанных, чем большинство других каракорумских пиков (восточнее расположенный Латок (7145 м), впрочем, не уступает Огре в этом). Для примера, северная стена Огре возвышается на более чем 3000 м над ледником Узун Брак при горизонтальной дистанции 2 км. Примечательной особенностью горы является огромный жандарм — Южный палец Огре (Lukpilla Brakk) (5380 м).
…Снизу гора некрасива: коренастая, она завершается тремя маленькими, похожими на соски скалами. И всё-таки она не лишена изящества, которое ей придаёт Южный столб — каменный палец высотой 900 м…
В этой комбинации крутизны и непредсказуемой формы скал и заключается привлекательность Огре для альпинистов-высотников.

## История восхождений
Вслед за двумя неудачными попытками в 1971 и 1976 годах, Баннтха-Бракк впервые была покорена двумя британцами: Дагом Скоттом и Крисом Бонингтоном в 1977 году. Они поднялись по юго-западному уступу на западный гребень и через Западную вершину вышли на Главную. Восхождение было осложнено необходимостью сложной работы на почти вертикальных скальных участках, расположенных к тому же на высоте более 7000 м. Остальные члены экспедиции — Мо Энтойн, Клайв Роулэнд, Ник Эсткорт — достигли только более низкой Западной вершины. Ещё один член группы, Тут Брейтвейт, в один из первых же дней получил тяжёлую травму от камнепада во время попытки подъёма на Южный палец.
Спуск Дага и Криса превратился в эпическую трагедию. При спуске с Главной вершины, сорвавшись (верёвка выдержала), Скотт сломал обе лодыжки. Чуть позже Бонингтон сломал два ребра и заработал жёсткую пневмонию. На протяжении недельного спуска в базовый лагерь не прекращался сильнейший ветер со снегом. Тем не менее, оба добрались до базового лагеря (Скотт преодолел это расстояние на коленях и ползком), где ещё довольно долго ожидали прибытия помощи.
Второе успешное восхождение на Огре совершили Урс Штокер, Иван Вольф и Томас Хубер 21 июля 2001, через Южный палец по пути их первого восхождения на второстепенный пик Огре III (около 6800 м). До них по этому маршруту было предпринято более 20 неудачных попыток. American Alpine Journal назвал их восхождение наиболее значительным достижением сезона 2001 года.
Третье восхождение совершили американцы Кайл Демпстер и Хайден Кеннеди 21 августа 2012 года по Южной стороне горы.
В 2016 году на Северной стене Огре погибли американцы Кейл Демпстер и Скотт Адамсон. В последний раз их видели 22 августа; поиски ни к чему не привели.